# Krzysztof Myszkowski (muzyk)
Krzysztof Myszkowski (ur. 2 stycznia 1963 w Złocieńcu) – polski kompozytor, wokalista, gitarzysta, założyciel i lider zespołu Stare Dobre Małżeństwo (SDM).

## Życiorys
W latach 1977–1981 uczęszczał do I Liceum Ogólnokształcącego w Drawsku Pomorskim. Jego kolega z klasy w tym liceum, Andrzej Sidorowicz, wspólnie z Myszkowskim założył zespół Stare Dobre Małżeństwo. Pierwszy koncert zespół zagrał 12 grudnia 1983 roku, gdy muzycy byli studentami Uniwersytetu im. Adama Mickiewicza w Poznaniu. W 1987 Myszkowski ukończył tam studia pedagogiczne.
Od 1983 koncertuje i komponuje dla swojego zespołu (na 23 płytach wydanych przez Stare Dobre Małżeństwo prawie wszystkie kompozycje są jego autorstwa). Jest pomysłodawcą oraz twórcą Festiwalu Sztuk Różnych Bieszczadzkie Anioły.
Równolegle do Starego Dobrego Małżeństwa – wraz z Ryszardem Żarowskim i Andrzejem Stagraczyńskim – na potrzeby realizacji projektu z wierszami Jana Rybowicza – utworzył w 2005 roku formację The Gruz Brothers Band. Udzielał się na płytach Oli Kiełb „Lepsze widoki” i „Niedojrzałe czereśnie” oraz na płycie zespołu Pod Strzechą „Na kredyt”. Oprócz 23 wydawnictw muzycznych z SDM ma w swoim dorobku cztery płyty solowe, dwie z The Gruz Brothers Band oraz jedną z zespołem Hlev.
W 1998 otrzymał tytuł Honorowego Obywatela Miasta Złocieńca.

## Dyskografia
Albumy solowe
| 1995                           | Pieśni strumyka - Data: 1995 - Wydawca: Dalmafon                                                                                               | –  |
| 1999                           | Pociągi parowe - Data: 1999 - Wydawca: Dalmafon                                                                                                | –  |
| 2012                           | Oswojony - Data: 15 maja 2012 - Wydawca: EMI Music Poland                                                                                      | 39 |
| 2016                           | Nowa przeszłość - Data: 15 stycznia 2016 - Wydawca: Warner Music Poland                                                                        | –  |
| 2019                           | Urodzony w środę – kompilacja, album 3 płytowy - Data: 2019 - Wydawca: Warner Music Poland Krzysztof Myszkowski, Polskie Radio, Myszka Records | –  |
| 2020                           | Potłuczone aureole - Data: 2020-10-01 - Wydawca: Warner Music Poland Krzysztof Myszkowski, Myszka Records                                      | –  |
| „–” pozycja nie była notowana. | |    |